# The Naval War of 1812
The Naval War of 1812 é o primeiro livro de Theodore Roosevelt, publicado em 1882. Abrange as batalhas navais e a tecnologia utilizada durante a Guerra de 1812. É considerado um trabalho seminal em seu campo e teve um enorme impacto na formação da moderna Marinha americana.

## Antecedentes
Theodore Roosevelt formou-se na Universidade de Harvard em 1880, e logo depois casou-se com Alice Hathaway Lee Roosevelt. Enquanto frequentava a Columbia Law School e morava em Manhattan, Roosevelt começou a pesquisar um livro que havia começado enquanto ainda estava em Harvard. Ele já havia completado dois capítulos do livro e o havia terminado em dezembro de 1881. Roosevelt começou a escrever sobre um assunto que o desafiava tanto técnica quanto historicamente. Ele decidiu narrar as batalhas navais entre as marinhas britânica e americana durante a Guerra de 1812. Ele tentou analisar os fatos da forma mais imparcial possível, analisando documentos americanos e britânicos do período, bem como alguns outros da Europa Continental.

## Conteúdo
Roosevelt introduz a guerra discutindo os climas políticos e sociais da Grã-Bretanha e da América antes da guerra. Ele faz vários comentários contundentes sobre o despreparo americano para a guerra, colocando a culpa especialmente no presidente Thomas Jefferson. Roosevelt então discute, ano a ano, as guerras navais tanto no Oceano Atlântico quanto nos lagos das Américas. Ele segue principalmente as tripulações americanas, mas discute os pontos fortes e fracos de ambos os lados. A análise de Roosevelt de cada papel de tripulação e comandantes em batalhas particulares deixa o leitor sem dúvidas sobre quem deve receber glória e quem deve ser envergonhado. Ele também não é absolutamente pró-americano. Suas críticas a Oliver Hazard Perry na Batalha do Lago Erie mostra isso bem. Ao longo do livro, ele elogia os dois lados do conflito.

## Conclusão
Roosevelt conclui que os americanos saíram da guerra com uma merecida vitória naval. No entanto, ele observa que essa vitória foi em grande parte moral; as pequenas e singulares batalhas não tiveram grande efeito no arsenal naval britânico. Isso, ele observa, deu confiança ao povo americano, enquanto em terra seu exército foi derrotado consistentemente, com algumas exceções, como a Batalha de Nova Orleans.

## Impacto
O livro é considerado um dos melhores em seu campo. Foi uma conquista considerável para Roosevelt, de 23 anos, que teve que aprender o lado técnico da terminologia e tecnologia naval. Embora tenha sido criticado por alguns por ser acadêmico e chato, ele se saiu bem, passando por quatro edições em seis anos. Em 1886, apenas quatro anos após a publicação, a Marinha dos Estados Unidos ordenou que uma cópia do livro fosse colocada em cada navio. Também afetou a carreira posterior de Roosevelt, chamando sua atenção para a importância de uma marinha forte no poder nacional. Ele viria a ser secretário adjunto da Marinha, onde ajudou a modernizar e construir a marinha americana; como presidente, ele teve um grande interesse na marinha, incluindo o despacho da Grande Frota Branca que circunavegou o mundo entre 1907 e 1909. Isso contribuiu significativamente para a ascensão da América como potência mundial. O livro também influenciou Alfred Thayer Mahan quando escreveu The Influence of Sea Power Upon History, considerado o maior trabalho sobre guerra naval da história.